# Vulgar Display of Power
| 전문가 평가                   | 전문가 평가 |
| 평가 점수                     | 평가 점수   |
| 출처                          | 점수        |
| ----------------------------- | ----------- |
| AllMusic                      | [ 5 ]       |
| The Austin Chronicle          | [ 6 ]       |
| Brave Words & Bloody Knuckles | 9.5/10      |
| Entertainment Weekly          | A           |
| Kerrang!                      | [ 9 ]       |
| The Phoenix                   | [ 10 ]      |
| Q                             | [ 11 ]      |
| Record Collector              | [ 12 ]      |
| The Rolling Stone Album Guide | [ 13 ]      |
| Sputnikmusic                  | 4.0/5       |

《Vulgar Display of Power》는 1992년 2월 25일에 발매한 미국의 헤비 메탈 밴드 판테라의 여섯 번째 스튜디오 음반이다. 이 밴드는 프로듀서 테리 데이트와 함께 그들의 획기적인 음반 《Cowboys from Hell》 (1990년)을 작업한 후 두 번째 콜라보레이션이다.
이 음반은 비평가들과 팬들 모두에게 좋은 반응을 얻었으며, 판테라의 현재까지 가장 많이 팔린 음반이며, 결국 더블 플래티넘 인증을 받게 될 것이다. 1990년대 가장 영향력 있는 헤비 메탈 음반 중 하나로 여겨진다. 2017년 《롤링 스톤》은 "역사상 가장 위대한 메탈 음반 100장" 목록에서 《Vulgar Display of Power》를 10위로 선정했다. 〈Mouth for War〉, 〈A New Level〉, 〈Walk〉, 〈Fucking Hostile〉, 〈This Love〉와 같은 밴드의 가장 잘 알려진 곡들 중 일부가 되었다.

## 배경
1990년 메이저 레이블 데뷔작인 《Cowboys from Hell》은 1980년대 반 헤일런과 키스 같은 하드 록이나 글램 메탈 밴드로부터 슬레이어, 메탈리카, 블랙 사바스 같은 밴드들과 새로운 유사성에 이르기까지 음악적 방향의 변화를 보여주었다.

## 녹음 및 제작
1991년 판테라는 판티고 사운드 스튜디오로 돌아와 앳코 레코드 밑에서 두 번째 음반 《Vulgar Display of Power》를 녹음했다. 이 음반은 록과 메탈 장르를 전문으로 하는 테리 데이트가 프로듀싱을 맡았으며, 이 밴드와 함께 《Cowboys from Hell》에서 활동했다. 데이트는 또한 밴드의 다음 두 음반인 《Far Beyond Driven》(1994년)과 《The Great Southern Trendkill》(1996년)을 프로듀싱했다. 데이트가 음반 작업을 시작하기 전에 밴드는 세 곡의 〈A New Level〉, 〈Regular People (Conceit)〉, 〈No Good (Attack the Radical)〉을 시연했다. 나머지 곡들은 거의 사전 제작과 데모 없이 스튜디오에서 작곡되었다.
1991년 9월 28일 러시아 투시노 비행장 모스크바에서 열린 1991년 몬스터즈 오브 록 프리 콘서트에서 두 달 동안 스튜디오에 있었던 판테라는 메탈리카와 AC/DC를 위해 초대되었다. 그 후 밴드는 음반 작업을 계속하기 위해 스튜디오로 돌아왔다. 그들은 마스터디스크에서 음반을 마스터링하기 위해 뉴욕으로 갔다. 기타리스트인 대럴 애봇은 다이아몬드 데럴(Diamond Darrell)이라는 별명으로 음반에 이름을 올렸지만, 음반 녹음 도중 그는 그 별명을 버리고 다임백 대럴(Dimebag Darrell)로 변했고, 베이시스트인 렉스 브라운은 렉스 로커(Rexx Locker)라는 가명을 남겼다.

## 제목 및 삽화
이 음반의 제목은 1973년 영화 《엑소시스트》의 대사에서 따온 것이다. 2007년 4월 판테라 노래 제목들을 각 장의 제목으로 수록한 책 《A Vulgar Display of Power: Courage and Carnage at the Alrosa Villa》에 이 제목이 사용되었다. 이 책에는 다임백 대럴의 살해로 이어진 사건들이 상세히 기록되어 있다.
음반 커버는 한 남성의 얼굴을 "펀치" 당한 사진으로 사진작가 브래드 가이스가 촬영한 것으로, 《Cowboys from Hell》 커버도 함께 촬영했다. 그 밴드는 그들의 레이블에 "남자가 주먹 맞는 것 같은 저속한 것을 원한다"고 말했다. 레이블이 밴드에 가져온 커버의 첫 버전은 복싱 글러브를 착용한 복서를 보여주었지만 밴드가 마음에 들지 않아 맨주먹으로 두 번째 버전을 제작했다. 비니 폴이 제기한 인기 루머는 커버의 남성이 펀치당 10달러를 받고 총 31차례(렉스 브라운이 32회) 얼굴을 맞으며 제대로 된 사진을 찍었다는 것이다. 하지만, 가이스는 숀 크로스라는 이름의 고용된 모델이었던 그 남자가 실제로 맞은 적이 없다는 것을 확인했을 때 이것을 취소했다.

## 곡 목록
모든 곡들은 판테라에 의해 작사/작곡하였다.
| #   | 제목                             | 재생 시간 |
| --- | -------------------------------- | --------- |
| 1.  | 〈Mouth for War〉                | 3:57      |
| 2.  | 〈A New Level〉                  | 3:57      |
| 3.  | 〈Walk〉                         | 5:14      |
| 4.  | 〈Fucking Hostile〉              | 2:48      |
| 5.  | 〈This Love〉                    | 6:32      |
| 6.  | 〈Rise〉                         | 4:36      |
| 7.  | 〈No Good (Attack the Radical)〉 | 4:49      |
| 8.  | 〈Live in a Hole〉               | 5:00      |
| 9.  | 〈Regular People (Conceit)〉     | 5:27      |
| 10. | 〈By Demons Be Driven〉          | 4:40      |
| 11. | 〈Hollow〉                       | 5:48      |

## 인증
| 국가                       | 인증        | 판매량/출하량 |
| -------------------------- | ----------- | ------------- |
| 아르헨티나 (CAPIF)         | 골드        | 30,000^       |
| 오스트레일리아 (ARIA)      | 플래티넘    | 70,000^       |
| 캐나다 (뮤직 캐나다)       | 골드        | 50,000^       |
| 일본 (RIAJ)                | 골드        | 100,000       |
| 영국 (BPI)                 | 골드        | 100,000^      |
| 미국 (RIAA)                | 2× 플래티넘 | 2,000,000^    |
| ^출하량을 기반으로 한 인증 |             |               |